# 阿拉德十三烈士

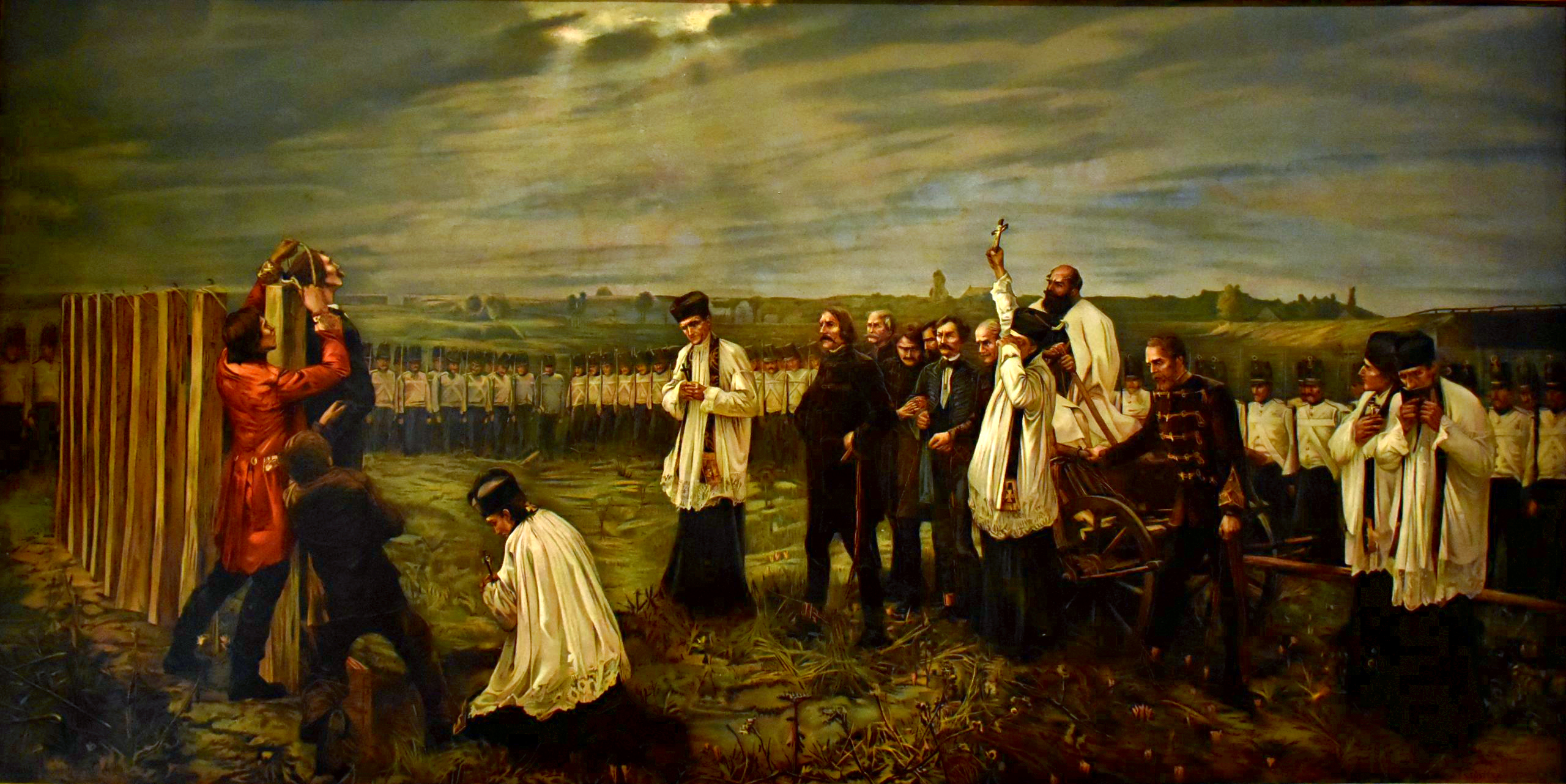
阿拉德烈士受刑。托爾馬·亞諾什繪

阿拉德十三烈士（匈牙利語：Aradi vértanúk）為十三名匈牙利軍將領，參與1848至49年匈牙利革命後，於1849年10月6日被奧地利帝國於阿拉德處決。下令處決的是奧地利將領尤利烏斯·雅各布·馮·海瑙，他此前还在一封于1849年8月18日给皇帝弗朗茨·约瑟夫一世的信件中宣称“我一定要把那些叛乱领袖绞死，凡是投身革命者行列里的属于皇帝-国王陛下的军官，我都要枪决，......我问心无愧，即便枪毙上百人也在所不惜，因为我坚信，这是向未来所有叛乱发出警告的唯一方式”。

## 簡史

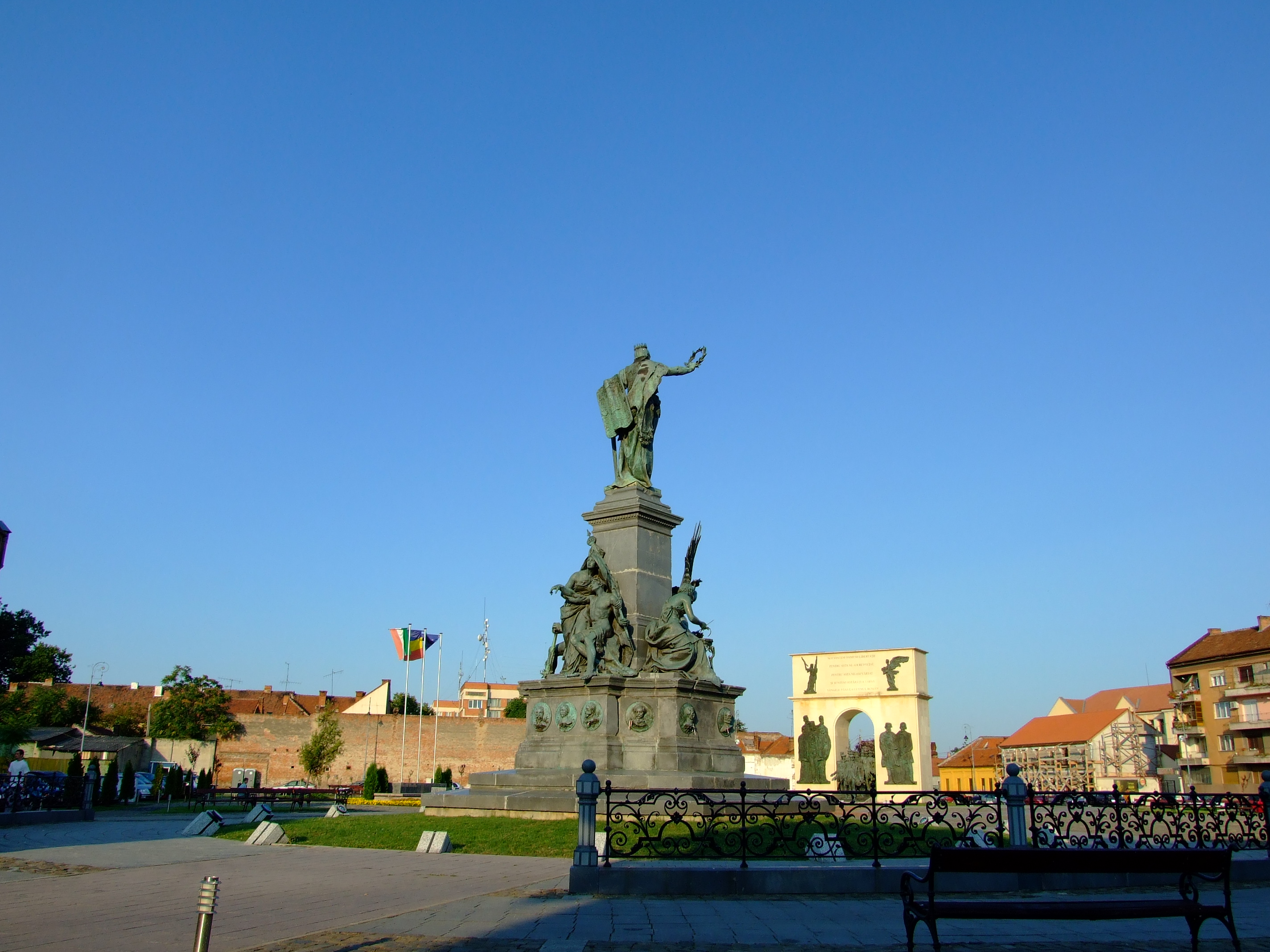
阿拉德烈士紀念碑

1848年3月3日，即巴黎爆發革命的消息傳來不久，科蘇特·拉約什爭取匈牙利的議會政府和奧地利其餘地區的憲政政府。革命首先於3月15日在佩斯爆發。歷經冬季的軍事失利和春季的勝仗後，科蘇特於1849年4月19日宣告匈牙利獨立。截至5月，匈牙利人已經幾乎掌控了全國，並在歷時三周的血腥圍城後取下布達。可是，俄羅斯的介入使匈牙利指日可待的勝利化為烏有。
匈牙利試圖向其他歐洲國家求援，不果，科蘇特遂於8月11日讓位予格爾蓋伊·阿圖爾，以他為拯救國家的不二人選，但仍無法力挽狂瀾。8月13日，格爾蓋伊於維拉古什（今羅馬尼亞錫里亞）向俄羅斯投降，俄羅斯其後將匈牙利軍交予奧地利。格爾蓋伊因俄羅斯力保而得以保命，匈牙利軍的其餘將領卻遭奧地利報復。
1849年10月6日，十名匈牙利將領於阿拉德（今屬羅馬尼亞）以絞刑公開處決，另有三名將領因得列支敦士登法蘭茨王子求情而獲得較有體面的槍決。同日，首任匈牙利首相包賈尼·拉約什伯爵在佩斯的一所奧地利軍營內遇害。
阿拉德的一個廣場豎立起烈士紀念碑，以紀念殉難的將領。紀念碑中央是匈牙利的巨大雕像，四周各有託寓的組合，還有十三名烈士肖像的浮雕。
匈牙利人把這十三名將領視為守衛其民族自由和獨立的烈士。他們並非全都是匈牙利裔，但卻為相同信念而戰，即獨立及自由的匈牙利。后来匈牙利政府將10月6日訂為阿拉德烈士紀念日。

## 烈士名錄

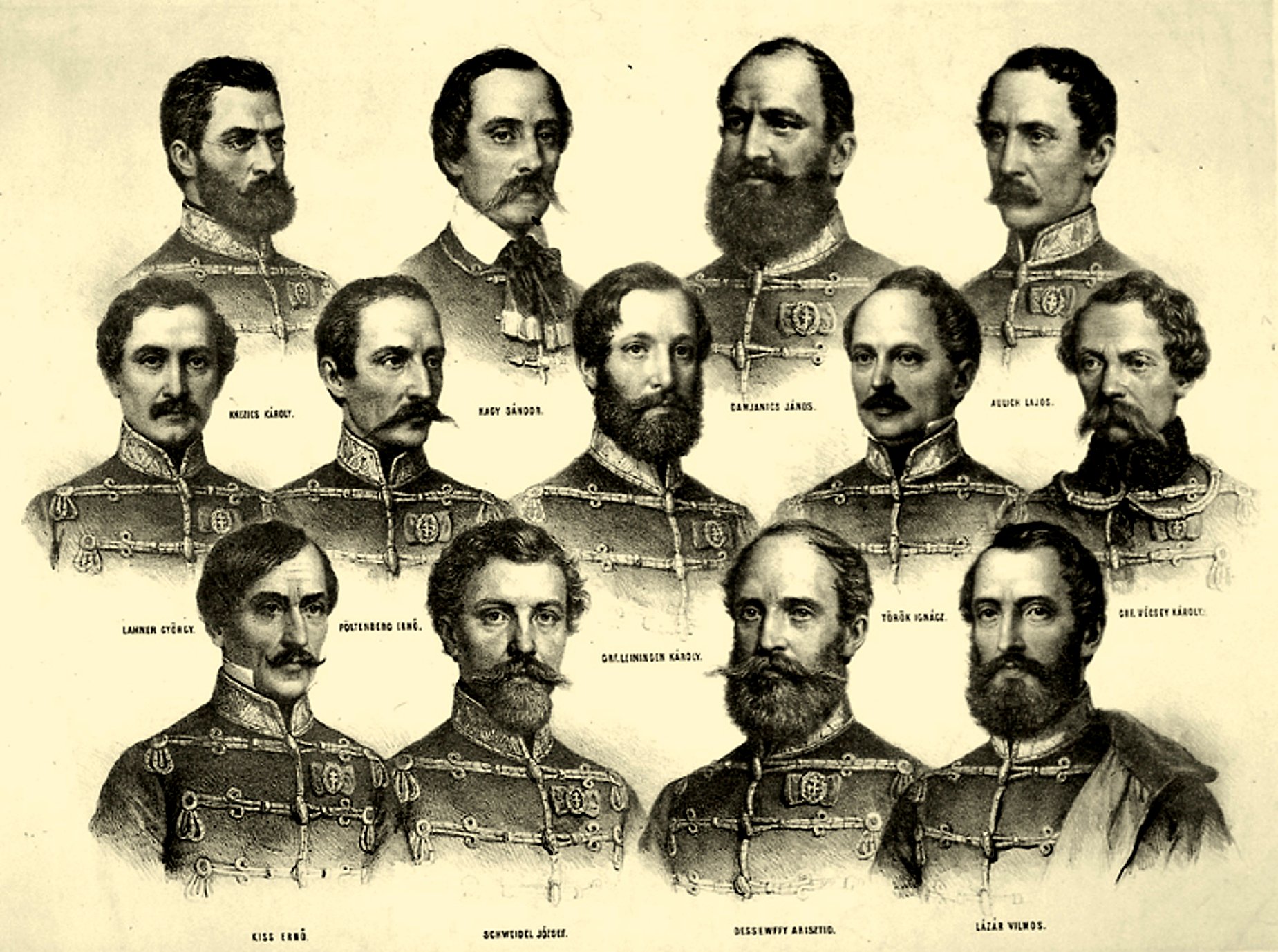
阿拉德十三烈士

1. 奧利希·拉約什（Aulich Lajos，1793 – 1849）
2. 丹雅尼奇·亞諾什（Damjanich János，1804 – 1849）
3. 德舍菲·阿里斯蒂德（Dessewffy Arisztid，1802 – 1849）
4. 基斯·艾爾內（Kiss Ernő，1799 – 1849）
5. 克內日奇·卡羅利（Knezić Károly，1808 – 1849）
6. 拉奈爾·捷爾吉（Lahner György，1795 – 1849）
7. 拉扎爾·維爾莫斯（Lázár Vilmos，1815 – 1849）
8. 卡爾·萊寧根-韋斯特爾堡（Károly Leiningen-Westerburg，1819 – 1849）
9. 納吉-山多爾·約澤夫（Nagy-Sándor József，1804 – 1849）
10. 波艾爾滕貝格·艾爾內（Poeltenberg Ernő，1814 – 1849）
11. 施維德爾·約澤夫（Schweidel József，1796 – 1849）
12. 特勒克·伊格納茨（Török Ignác，1795 – 1849）
13. 韋塞·卡羅利（Vécsey Károly，1807 – 1849）

## 傳統
據說匈牙利將領被殺時，奧地利軍官正在飲啤酒，並互相碰杯慶祝匈牙利戰敗。因此，匈牙利人誓言，此後150年，飲啤酒時都不會碰杯。150年的時限並無明確原因。縱然此習俗的時限理論上已於1999年10月6日屆滿，但時至今日，碰啤酒杯在匈牙利仍被視為無禮舉動。